# Lijst van afleveringen van Beast Wars
Dit is een lijst van afleveringen van de animatieserie Beast Wars: Transformers.

## Seizoen 1
| Nr. | Titel aflevering     | Uitzenddatum VS   |
| --- | -------------------- | ----------------- |
| 01  | Beast Wars, Part 1   | 16 september 1996 |
| 02  | Beast Wars, Part 2   | 17 september 1996 |
| 03  | The Web              | 18 september 1996 |
| 04  | Equal Measures       | 23 september 1996 |
| 05  | Chain of Command     | 24 september 1996 |
| 06  | Power Surge          | 25 september 1996 |
| 07  | Fallen Comrades      | 30 september 1996 |
| 08  | Double Jeopardy      | 7 oktober 1996    |
| 09  | A Better Mousetrap   | 8 oktober 1996    |
| 10  | Gorilla Warfare      | 14 oktober 1996   |
| 11  | The Probe            | 15 oktober 1996   |
| 12  | Victory              | 1 november 1996   |
| 13  | Dark Designs         | 4 november 1996   |
| 14  | Double Dinobot       | 5 november 1996   |
| 15  | The Spark            | 11 november 1996  |
| 16  | The Trigger, Part 1  | 18 november 1996  |
| 17  | The Trigger, Part 2  | 19 november 1996  |
| 18  | Spider's Game        | 6 januari 1997    |
| 19  | Call of the Wild     | 7 januari 1997    |
| 20  | Dark Voyage          | 2 januari 1997    |
| 21  | Possession           | 3 februari 1997   |
| 22  | The Low Road         | 10 februari 1997  |
| 23  | Law of the Jungle    | 17 februari 1997  |
| 24  | Before the Storm     | 21 februari 1997  |
| 25  | Other Voices, Part 1 | 21 maart 1997     |
| 26  | Other Voices, Part 2 | 1 april 1997      |

## Seizoen 2
| Nr. | Titel aflevering             | Uitzenddatum VS  |
| --- | ---------------------------- | ---------------- |
| 27  | Aftermath                    | 26 oktober 1997  |
| 28  | Coming of the Fuzors, Part 1 | 2 november 1997  |
| 29  | Coming of the Fuzors, Part 2 | 9 november 1997  |
| 30  | Tangled Web                  | 16 november 1997 |
| 31  | Maximal, No More             | 23 november 1997 |
| 32  | Other Visits, Part 1         | 8 februari 1998  |
| 33  | Other Visits, Part 2         | 15 februari 1998 |
| 34  | Bad Spark                    | 22 februari 1998 |
| 35  | Code of Hero                 | 9 maart 1998     |
| 36  | Transmutate                  | 10 maart 1998    |
| 37  | The Agenda, Part 1           | 11 maart 1998    |
| 38  | The Agenda, Part 2           | 12 maart 1998    |
| 39  | The Agenda, Part 3           | 13 maart 1998    |

## Seizoen 3
| Nr. | Titel aflevering      | Uitzenddatum VS  |
| --- | --------------------- | ---------------- |
| 40  | Optimal Situation     | 25 oktober 1998  |
| 41  | Deep Metal            | 1 november 1998  |
| 42  | Changing of the Guard | 8 november 1998  |
| 43  | Cutting Edge          | 15 november 1998 |
| 44  | Feral Scream, Part 1  | 31 januari 1999  |
| 45  | Feral Scream, Part 2  | 7 februari 1999  |
| 46  | Proving Grounds       | 4 februari 1999  |
| 47  | Go With the Flow      | 18 februari 1999 |
| 48  | Crossing the Rubicon  | 22 februari 1999 |
| 49  | Master Blaster        | 15 maart 1999    |
| 50  | Other Victories       | 5 mei 1999       |
| 51  | Nemesis, Part 1       | 6 mei 1999       |
| 52  | Nemesis, Part 2       | 7 mei 1999       |